# Crobylophanes
Crobylophanes là một chi bướm đêm thuộc họ Cosmopterigidae.